# Marc Maron
Marc Maron, né le 27 septembre 1963 à Jersey City, dans le New Jersey, est un acteur et scénariste américain.

## Filmographie
- 1989 : Short Attention Span Theater (série TV) : Host
- 1997 : Who's the Caboose? : Comedian
- 1999 : Los Enchiladas! : Devin
- 1999 : Stalker Guilt Syndrome
- 2000 : Presque célèbre (Almost Famous) : Angry Promoter
- 2001 : Late Friday (série TV) : Host
- 2002 : Never Mind the Buzzcocks (série TV) : Host
- 2004 : Pilot Season (feuilleton TV) : Marc Victor
- 2012 : Sleepwalk with Me de Mike Birbiglia : Marc Mulheren
- 2017-2019 : GLOW (série TV) : Sam Sylvia
- 2019 : Joker de Todd Phillips
- 2020 : Stardust de Gabriel Range : Ron
- 2020 : Spenser Confidential de Peter Berg
- 2021 : Respect de Liesl Tommy : Jerry Wexler
- 2022 : To Leslie de Michael Morris (en) : Sweeney
- 2024 : The Order de Justin Kurzel : Alan Berg
- 2025 : Les Bad Guys 2 (The Bad Guys 2) de Pierre Perifel : M. Serpent (voix)
- 2025 : Deliver Me from Nowhere de Scott Cooper : Chuck Plotkin